# Celler Schloss

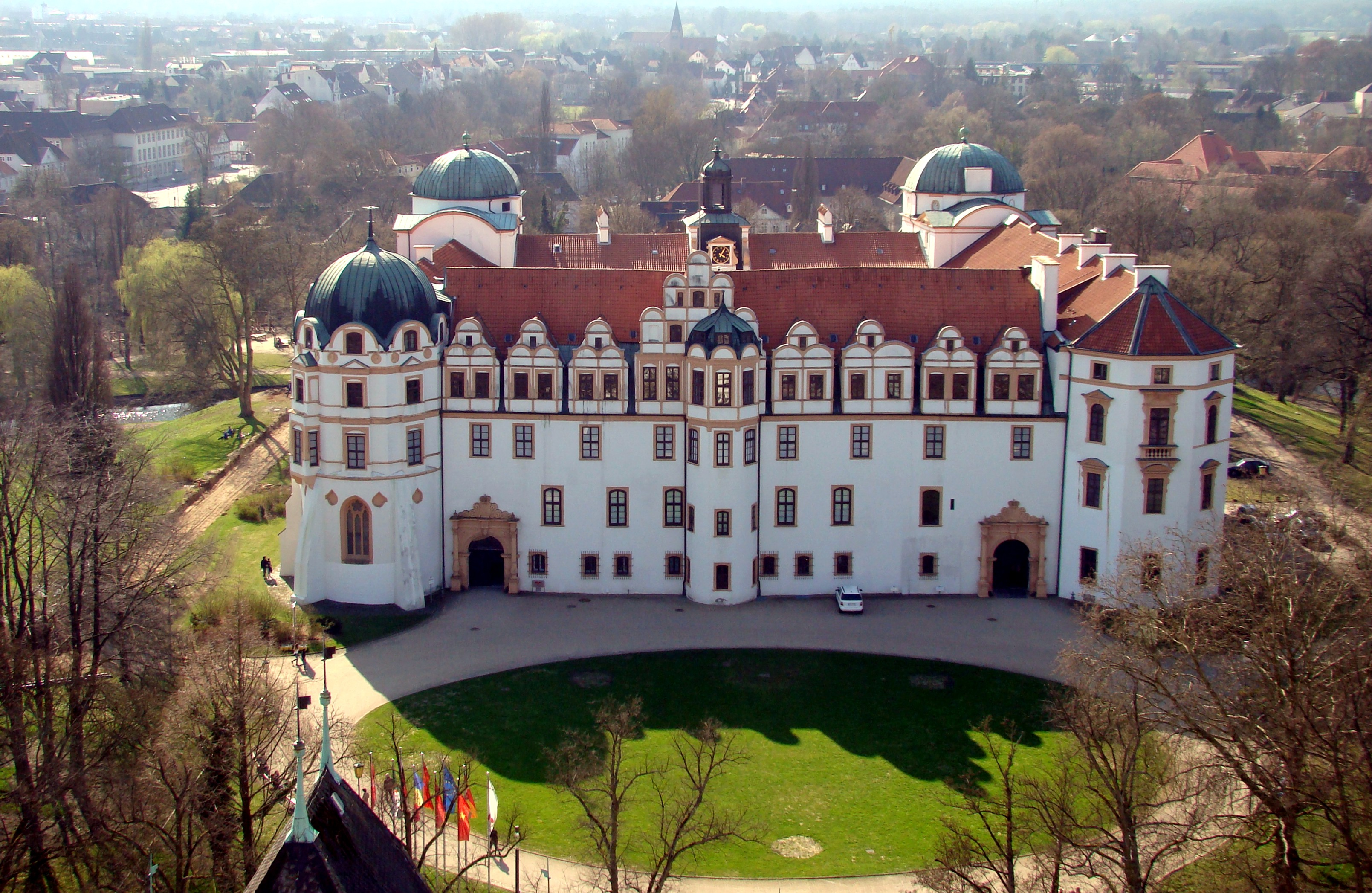
Das Celler Schloss, vom Turm der Stadtkirche aus gesehen

Das Celler Schloss in Celle in Niedersachsen war eine der Residenzen des Hauses Braunschweig-Lüneburg. Die vierflügelige Anlage ist das größte Schloss in der Region der südlichen Lüneburger Heide.

## Geschichte

### Seit dem Mittelalter

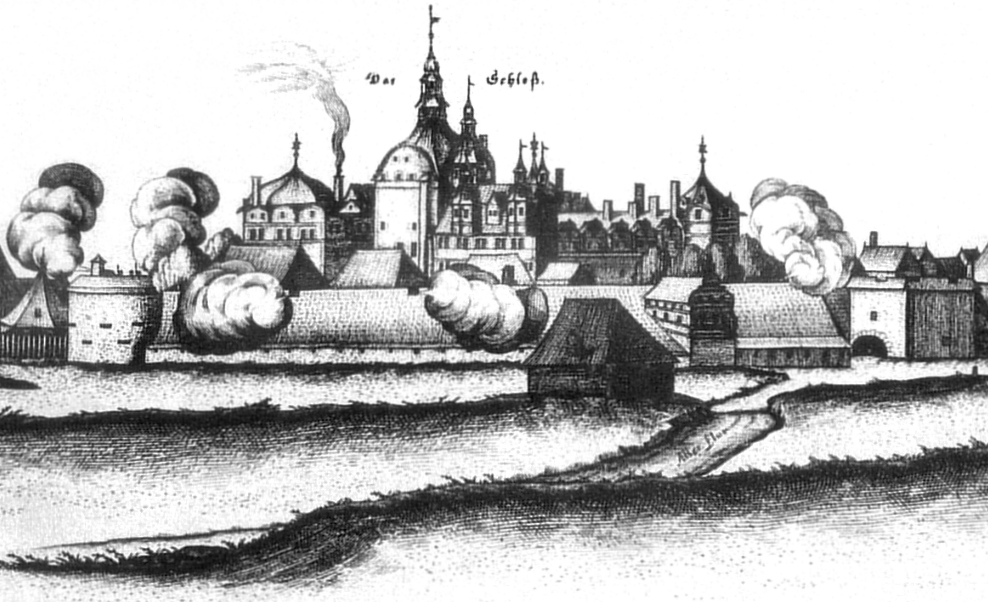
Älteste Ansicht des Schlosses von 1643

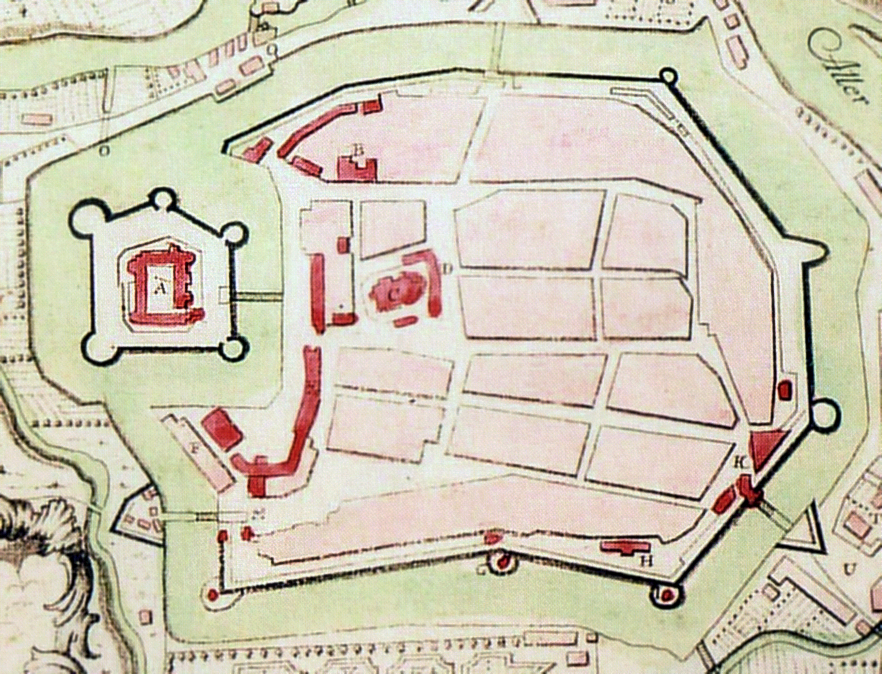
Links auf der damaligen Schlossinsel das befestigte Schloss innerhalb der barocken Stadtbefestigung Celles kurz vor der Schleifung, 1762

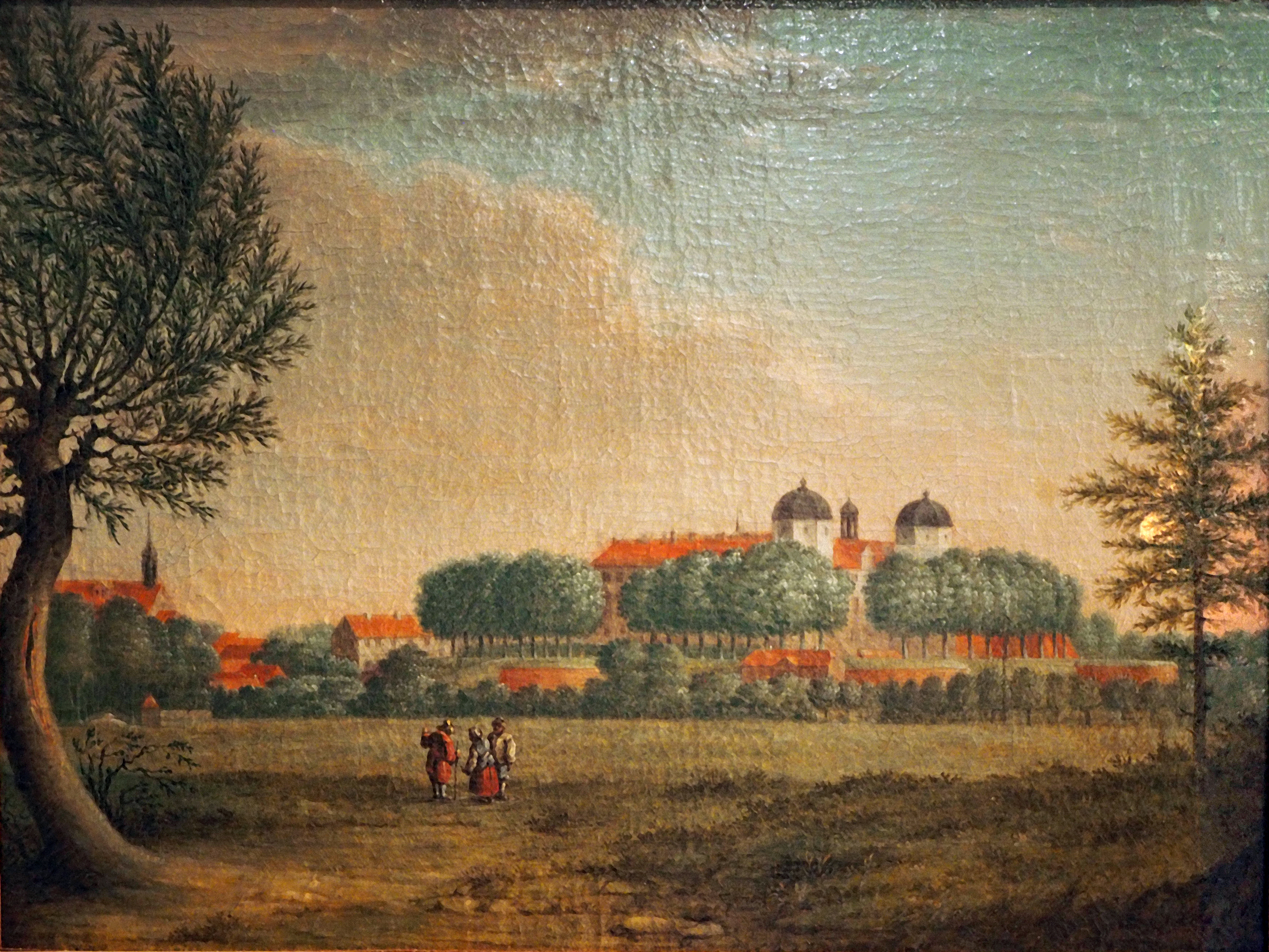
Ansicht 1778 – einziges bekanntes Ölgemälde des Schlosses im 18. Jahrhundert

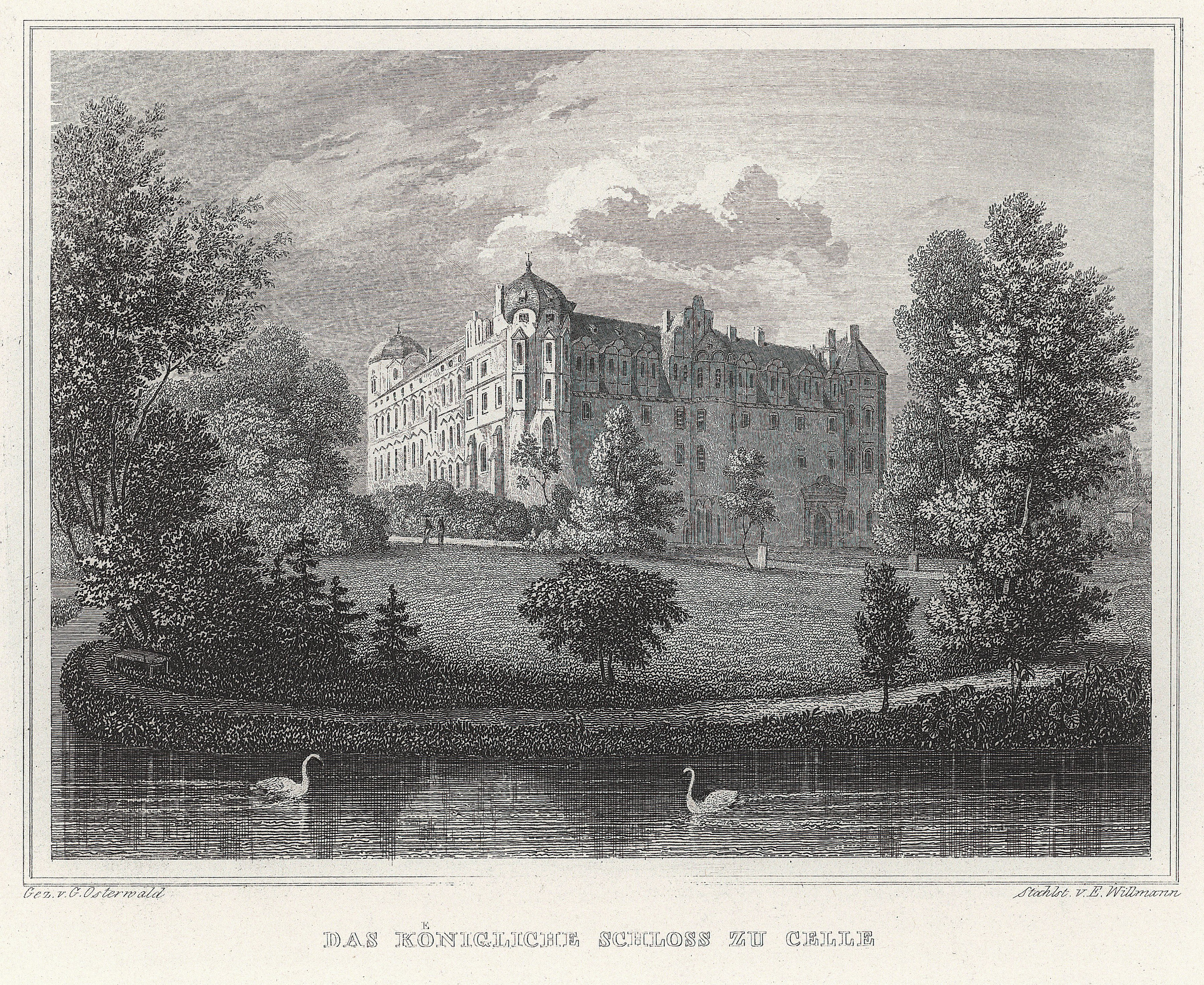
Das Celler Schloss im 19. Jahrhundert

Das Celler Schloss geht zurück auf einen befestigen Wehrturm mit dem Charakter einer Wasserburg, die eine Furt über die Aller bewachte. Diese erste, als „Kellu“ bezeichnete Befestigungsanlage wurde um 980 durch einen Brunonen-Grafen errichtet. Eine weitere Vorläuferburg des Schlosses oder der Ausbau des Wehrturmes war die 1292 von Otto dem Strengen begründete Anlage. Davon erhalten sind noch Kellergewölbe sowie die unteren Stockwerke des Wachturms. Die Reste liegen unter dem Schlosstheater. Um 1315 wird das eigentliche „Castrum Celle“ erstmals urkundlich erwähnt. Es lag an der in dieser Zeit entstandenen Stadtbefestigung Celle, die die Stadt mit einer Stadtmauer und Wällen sowie Wassergräben schützte. Als Folge des Lüneburger Erbfolgekrieges verlegten die Herzöge von Braunschweig-Lüneburg ab 1378 ihre Residenz von Lüneburg nach Celle und begannen mit der Umgestaltung der um Wälle und Gräben erweiterten Burganlage zu einem Schloss. Im größeren Umfang wurde das Schloss unter Friedrich dem Frommen von 1471 bis 1478 erweitert, die Schlosskapelle wurde 1485 geweiht. Ernst I. ließ die Anlage dann ab 1530 im Renaissancestil ausschmücken. Gleichzeitig wurden zwischen 1520 und 1560 die Befestigungsanlagen in Form von Wällen und Bastionen nach außen verlegt. Das Schloss war zu diesem Zeitpunkt eine zeittypische, vierflügelige Anlage im Geviert um einen rechteckigen Hof, mit wuchtigen Ecktürmen, einem großen Hauptturm und charakteristischen Merkmalen der Weserrenaissance.
Von 1670 an wurden durch Herzog Georg Wilhelm am Schloss Veränderungen vorgenommen, die aus dem alten Renaissancesitz eine zeitgemäße Residenz machen sollten. Georg Wilhelm war als typischer Fürst seiner Epoche baulustig und ließ am Schloss und der Umgebung repräsentative Erweiterungen vornehmen, die ihn an seine Zeit in Italien erinnern sollten. Die Fassaden, die venezianischen Vorbildern nachgeahmt wurden, erhielten damals ihre heutige Gestalt. Auffällig ist der Kranz aus Giebeln, der die Dächer umgibt, sowie die ungewöhnliche Form der überkuppelten Türme. Auch der Einbau des Schlosstheaters und der barocken Staatsgemächer fiel in diese Zeit.
Mit dem Tod Georg-Wilhelms 1705 endete die absolutistische Hofhaltung der Herzöge. Das Fürstentum Lüneburg wurde durch Erbgang, zusammen mit dem Fürstentum Calenberg, dem späteren Königreich Hannover zugeführt. Das Schloss verlor seine politische Bedeutung und stand anschließend immer wieder längere Zeit leer. Ab 1772 wurde es durch die vormalige dänische Königin Caroline Mathilde bewohnt, die wegen einer angeblichen Affäre mit Johann Friedrich Struensee nach einer Scheidung von Kopenhagen nach Celle verbannt war. Die Königin hielt bis 1775 in Celle einen bescheidenen Hof und starb hier im Alter von 23 Jahren an Scharlach. Im 19. Jahrhundert wurde das Schloss dann gelegentlich durch das Hannoversche Königshaus als Sommerresidenz genutzt. Dazu ließ Georg Ludwig Friedrich Laves von 1839 bis 1840 einige Umbauarbeiten im Inneren vornehmen.
Im Ersten Weltkrieg befand sich im Schloss ein Gefangenenlager für bis zu 300 »Zivilgefangene höherer Lebensstellung« (Zivilinternierte). Von 1945 bis 1958 befand sich hier das Kunstgutlager Schloss Celle.

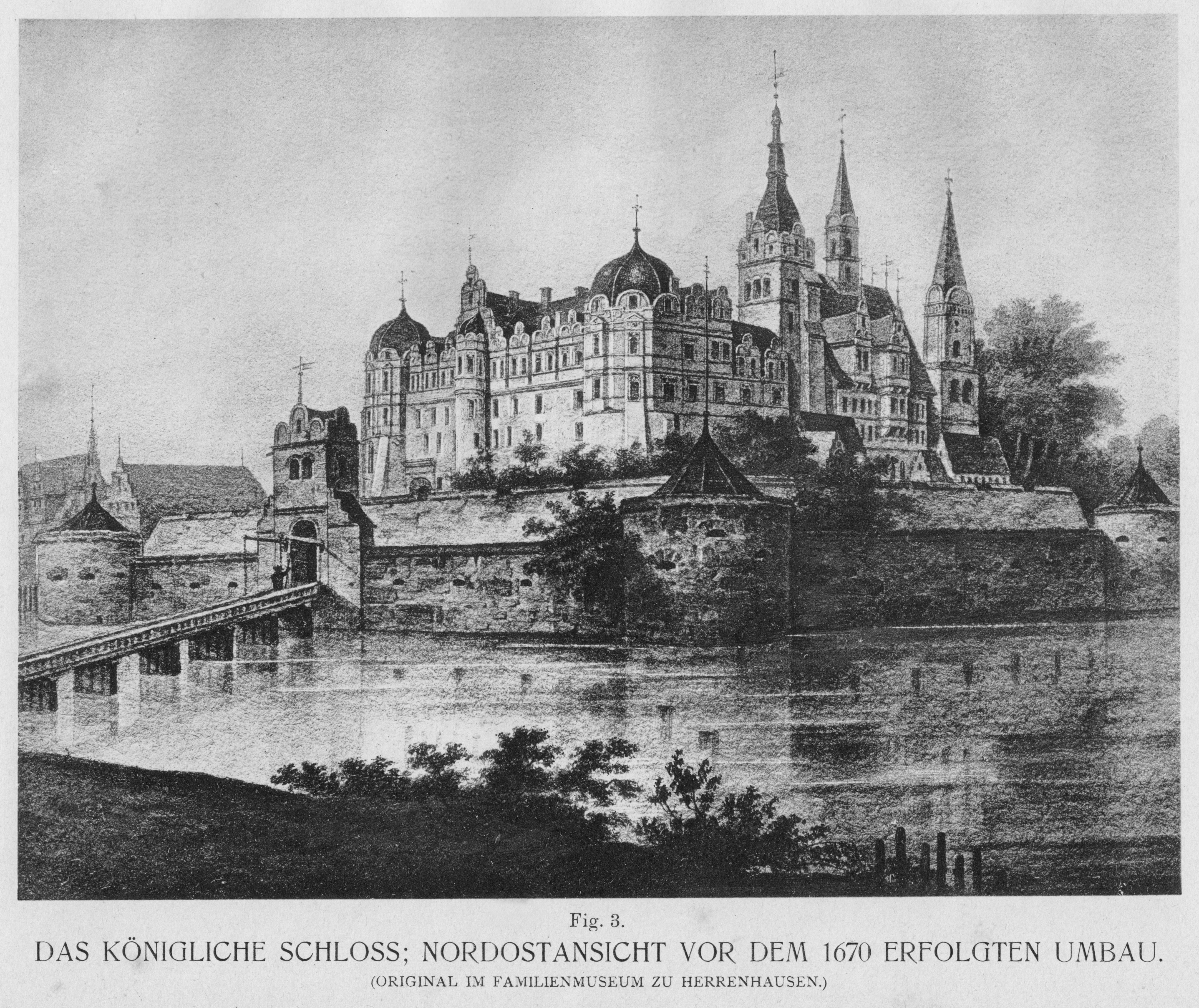
Rekonstruktion des Schlosses vor dem Umbau von 1670
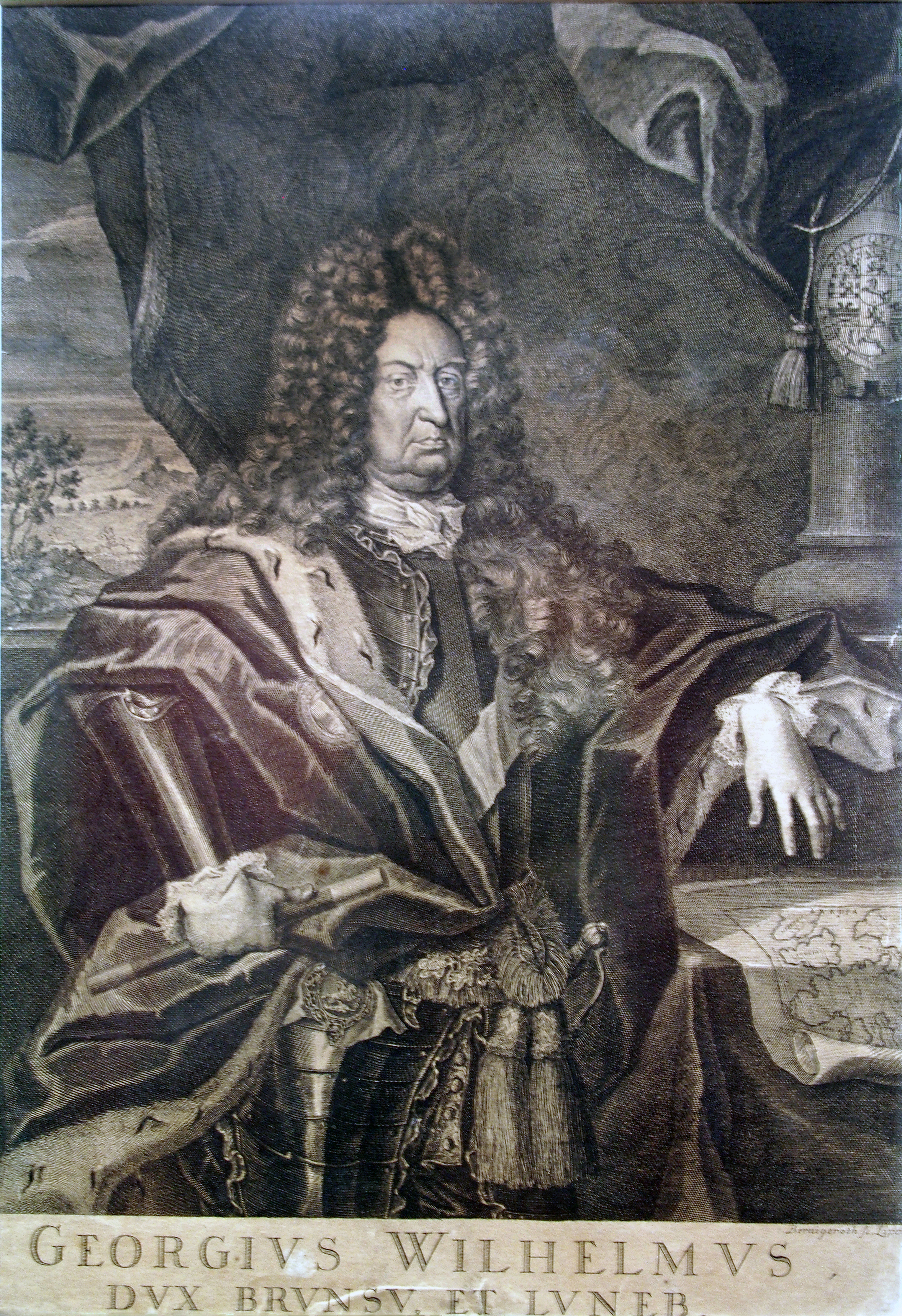
Herzog Georg Wilhelm, der als letzter eigenständiger Regent des Fürstentums Lüneburg  das Schloss umbauen ließ
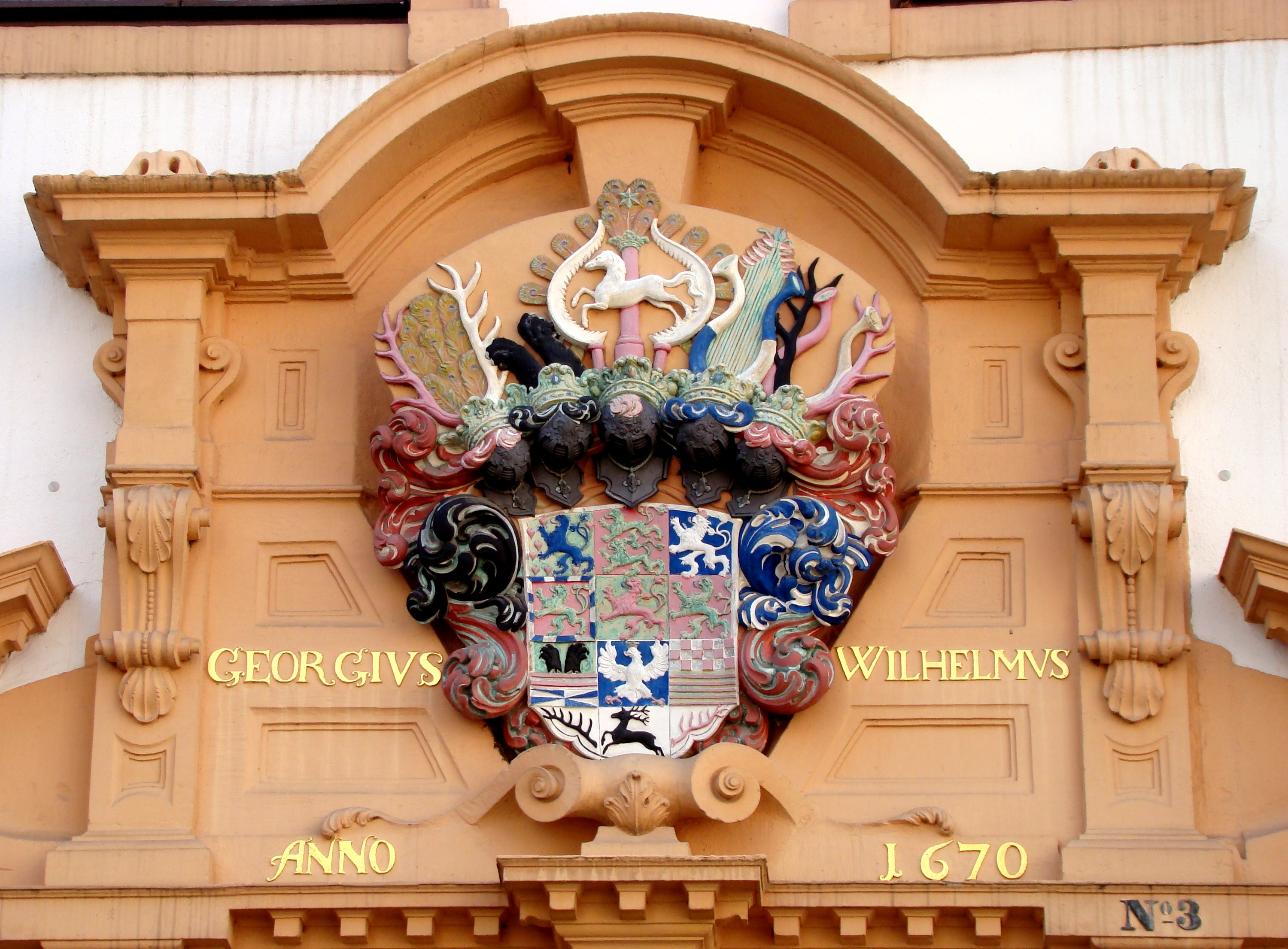
Wappen des Herzogs Georg Wilhelm im Innenhof des Schlosses
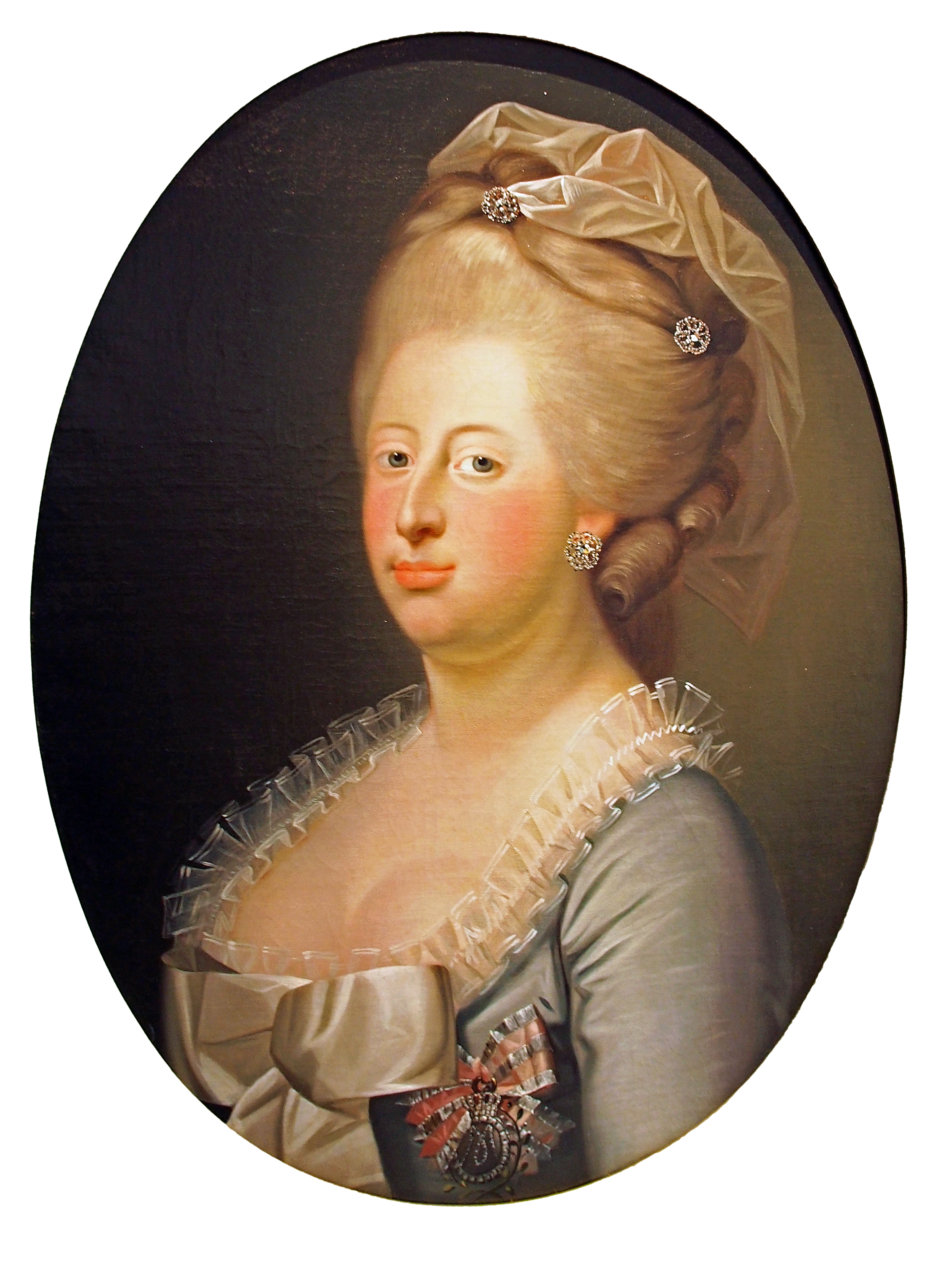
Caroline Mathilde, die ins Celler Schloss verbannte Königin, Bildnis von 1771

### Das Schloss heute
Im Inneren des Schlosses sind diverse Räume und Säle aus den verschiedenen Bauphasen des Schlosses erhalten. Unter Georg Wilhelm wurden barocke Staatsräume eingerichtet, die ebenfalls erhalten sind. In der Gotischen Halle finden heute wechselnde Ausstellungen statt und im Ostflügel befindet sich das 2007 neu eröffnete Residenzmuseum, das die Geschichte der Welfen und des Königreichs Hannover zeigt. Die Besichtigung der historischen, von 1978 bis 1981 restaurierten Schlossräume und der Schlosskapelle ist bei Führungen möglich. Im III. Obergeschoss befindet sich im Turmzimmer des Süd/Ost-Turmes eine Sonderausstellung („Schlosskapelle 3 D“).
Ab Juli 2023 wird der Südflügel und das Dach für rund 2,4 Mio. € saniert.

## Schlosskapelle
Noch vor der Reformation, am Ende des 15. Jahrhunderts wurde die gotische Kapelle im Celler Schloss errichtet. Das erfolgte im Zuge des Ausbaus des Schlosses als Residenz der im Fürstentum Lüneburg regierenden Herzöge von Braunschweig-Lüneburg. 1485 wurde die Kapelle geweiht.
Stifter der jetzigen Kapellenausstattung war Wilhelm der Jüngere, Herzog zu Braunschweig-Lüneburg. Sein Vater, Herzog Ernst I. (der Bekenner) führte als erster protestantischer Welfenherzog 1525 die Reformation in Celle und 1527 im gesamten Fürstentum ein. Herzog Wilhelm der Jüngere ließ die Schlosskapelle in den Jahren 1565 bis 1576 völlig neu gestalten und in eine evangelische Kapelle umbauen. Es wurden Logen als Herrschaftsstände für den Adel eingebaut, außerdem ein Altar, eine Kanzel und eine Orgel.
Aus dieser Zeit stammen auch die insgesamt 78 Gemälde. Die Hauptwerke schuf der flämische Maler Marten de Vos mit seiner Werkstatt, die mit der Innenausstattung der Kapelle beauftragt wurden.
Weiter befinden sich in der Kapelle 50 Sandsteinreliefs, mehr als 120 Tafeln mit Bibelzitaten und viele Schnitzarbeiten. Dieses Gesamtkunstwerk aus der Reformationszeit ist seither weitgehend unverändert geblieben. Es gehört zu den Höhepunkten norddeutscher Sakralkunst und ist in seiner Renaissance-Ausstattung von herausragender kunsthistorischer Bedeutung. Die Schlosskapelle ist eine der bedeutendsten lutherischen Hofkirchen Europas.
Seit dem frühen 18. Jahrhundert ist belegt, dass statische Probleme die Kapelle bedrohen und klimatische Verhältnisse die Malereien gefährden. 1840 wurden unter König Ernst August I. Ausbesserungsarbeiten vorgenommen. Von 1864 bis 1866 fand unter König Georg V. eine umfangreiche Restaurierung statt. Rechts von der Kanzel, gegenüber dem Herrschaftsstand, wurde dabei ein Porträt von ihm und seiner Gemahlin Königin Marie angebracht. In den 1980er Jahren erhielt die Kapelle eine statische Ertüchtigung. Danach kam es, hervorgerufen durch den großen touristischen Andrang, zu erhöhter Luftfeuchtigkeit und erheblichen Schäden an den überwiegend auf Holz gemalten Bildern. Um die Kunstwerke zu schützen, ist die Kapelle seit 1995 nur hinter einer Glaswand zu besichtigen. 2010 wurde eine Arbeitsgruppe aus Vertretern des Niedersächsischen Landesamtes für Denkmalpflege, des Staatlichen Baumanagements Lüneburger Heide, der Stadt Celle, des Ev.-luth. Kirchenkreises Celle, der Landeskirche und der Hochschule für angewandte Wissenschaft und Kunst (HAWK) Hildesheim gebildet. Durch eine Machbarkeitsstudie soll festgestellt werden, wie es möglich gemacht werden kann, die Schlosskapelle für Besucher wieder zugänglich zu machen.

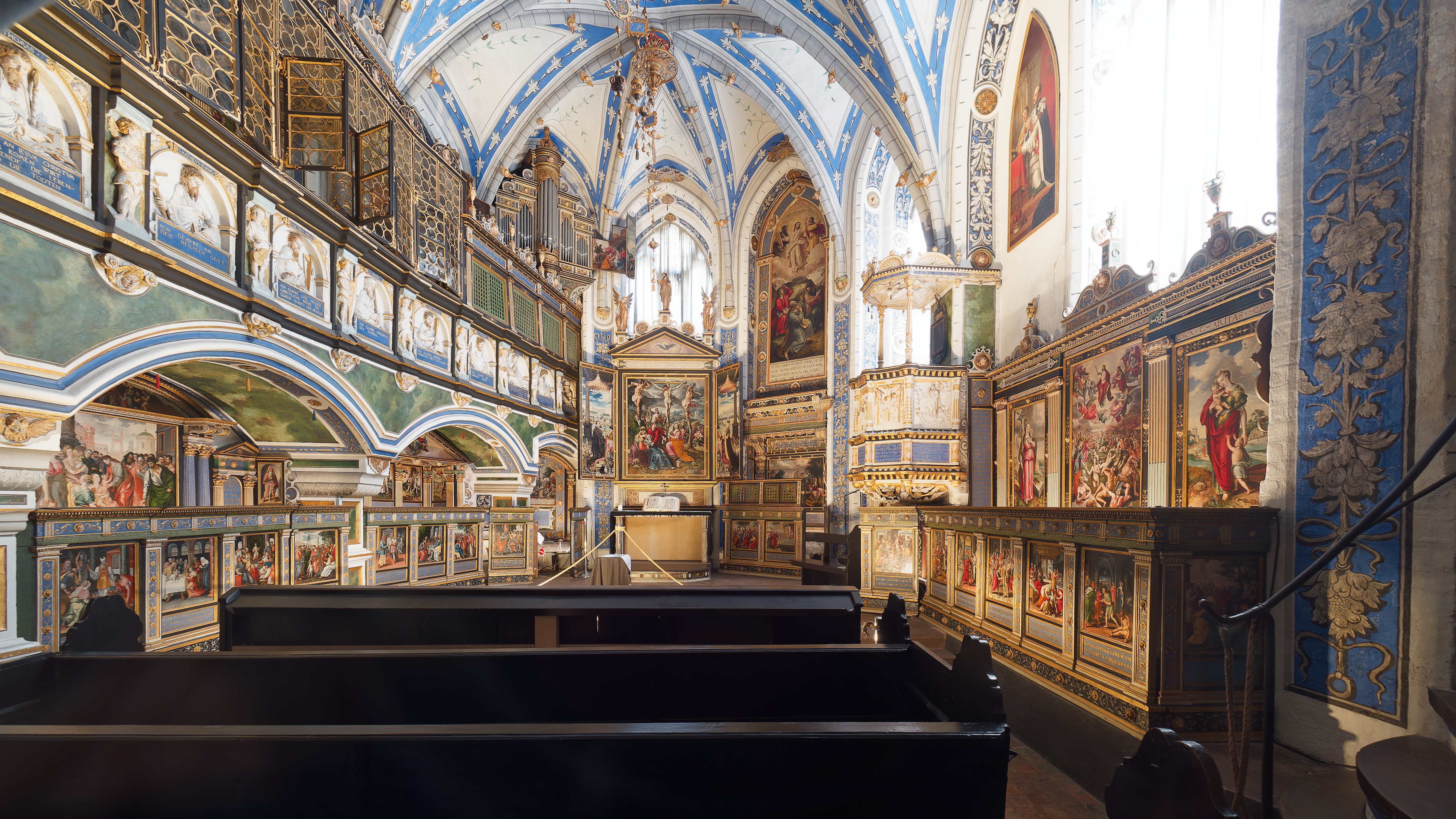
Die Schlosskapelle, …
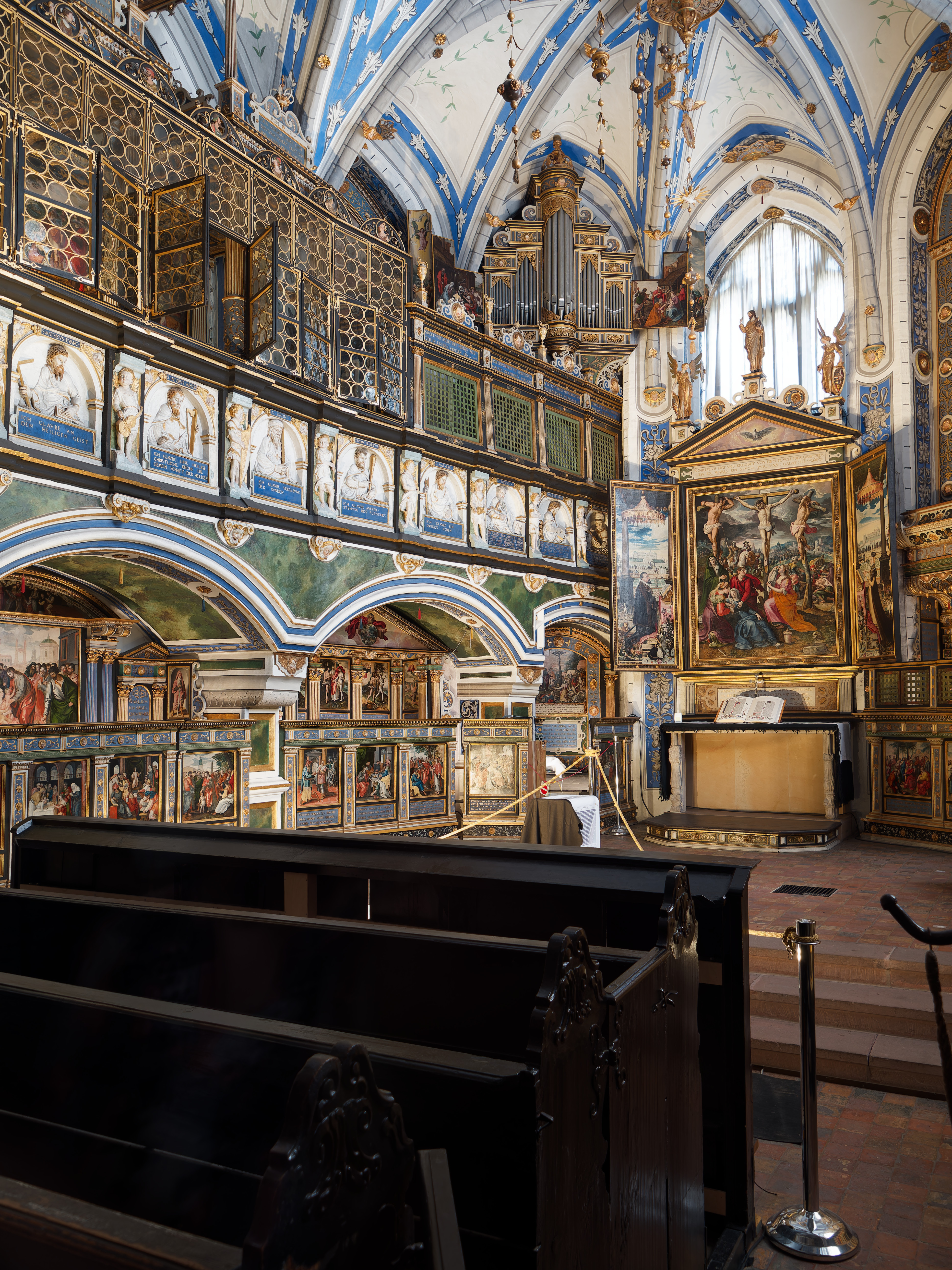
… Orgel und Altar …
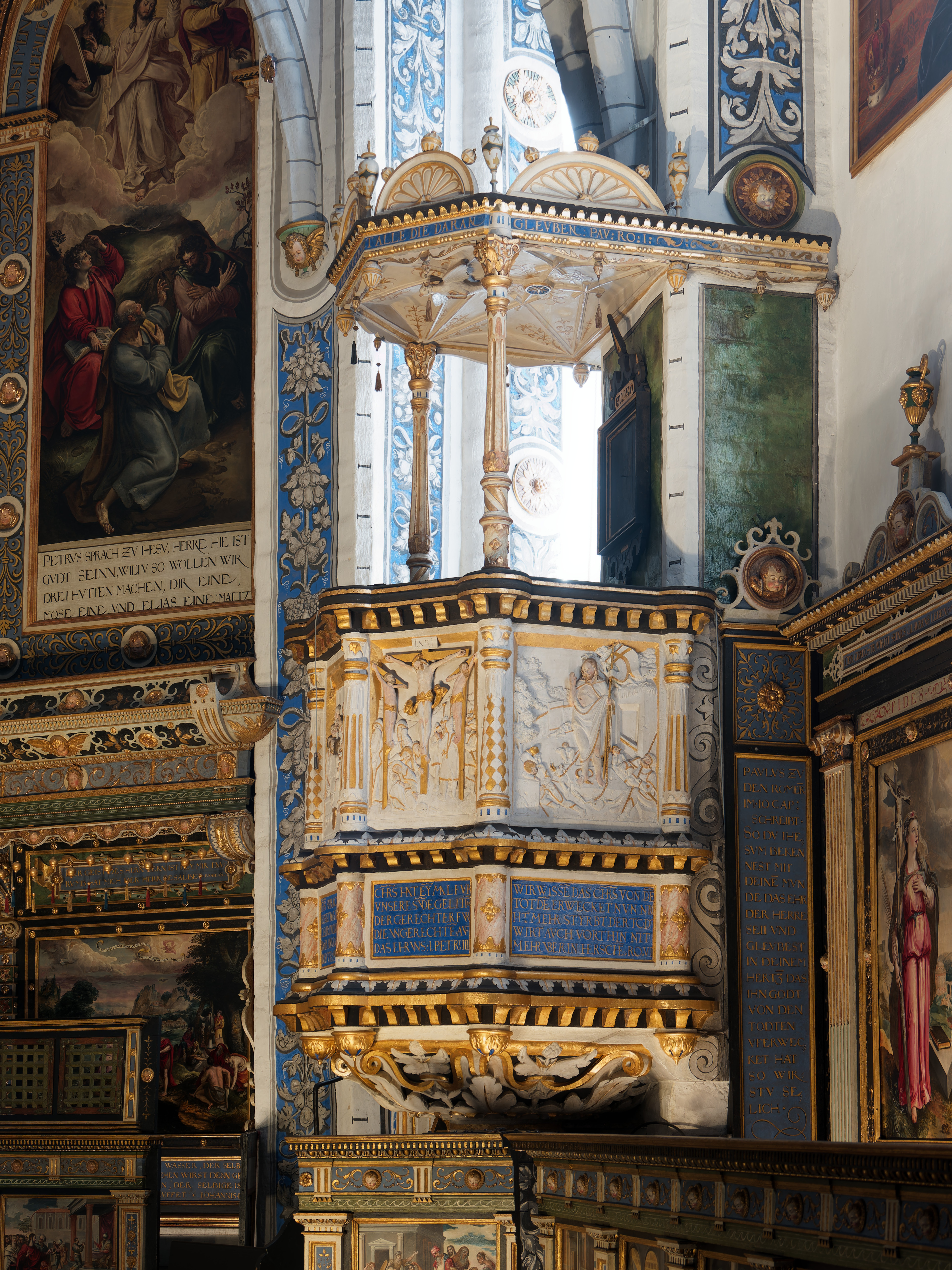
… und Kanzel, 2022
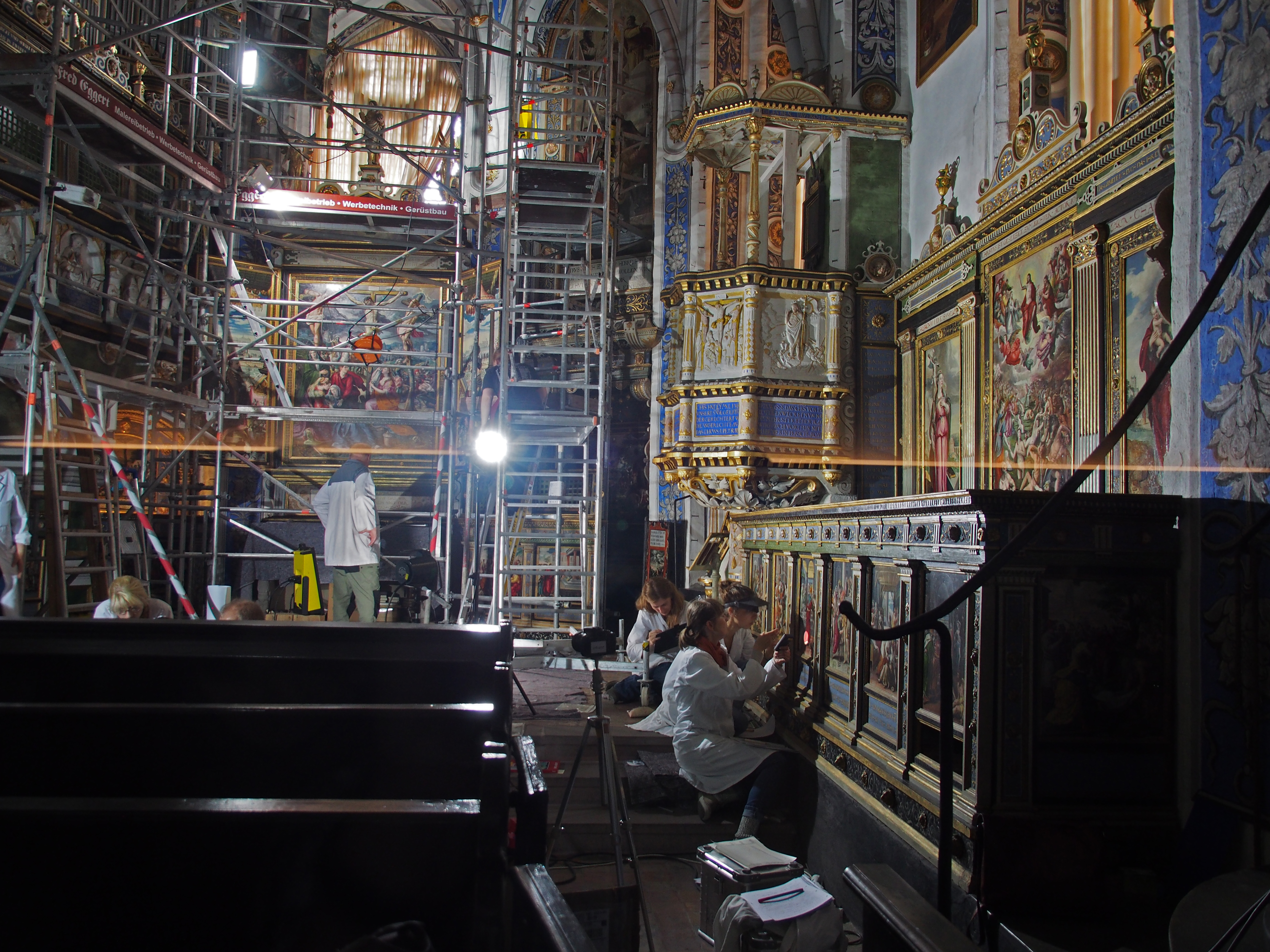
Schadensaufnahme durch Studenten der HAWK Hildesheim

Die Orgel der Schlosskapelle befindet sich oberhalb des Fürstenstuhls. Das erste Instrument, von dem heute noch das Gehäuse erhalten ist, stammt wahrscheinlich von einem niederländischen Orgelbauer; das Orgelgehäuse zählt zu den ältesten in Norddeutschland. Das Orgelwerk wurde 1865 von dem Orgelbauer Heinrich Vieth (Celle) eingebaut. Das Schleifladen-Instrument hat sechs Register auf einem Manualwerk (C-c3: Gedackt 8', Prinzipal 4', Rohrflöte 4', Gemshorn 2', Scharf III-IV) und Pedal (C-a0: Subbass 16' sowie der Gedackt und der Prinzipal als Transmissionen aus dem Manualwerk).

## Schlosstheater

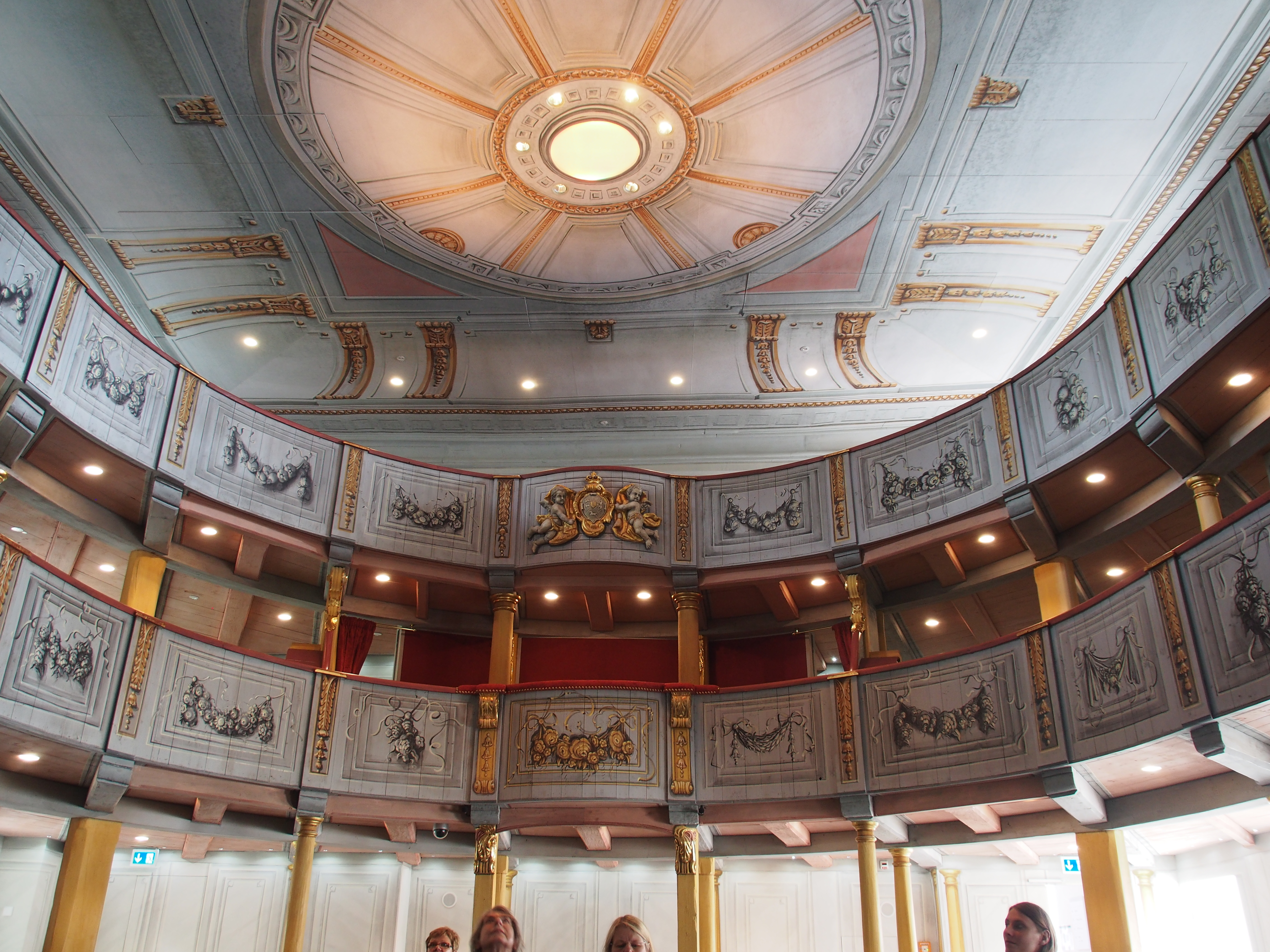
Schlosstheater

Besonders sehenswert ist das Hoftheater des Schlosses, eines der ältesten erhaltenen Theater dieser Art und eines der wenigen Barocktheater in Norddeutschland. Es wird bis heute von einem eigenen Ensemble bespielt.
Das heutige Schlosstheater entstand auf Veranlassung Herzog Georg Wilhelm, der sich vor seinem Regierungsantritt zeitweilig in Venedig aufhielt und dort die italienische Oper kennenlernte. Die Bauarbeiten für das Theater begannen 1670 und waren 1675 weitgehend beendet. Der Herzog unterhielt wechselnde Schauspielensembles, die er zum Beispiel aus Frankreich, Italien, aber auch aus dem benachbarten Hannover rekrutierte. Mit dem Tode des Herzogs verwaiste das Theater bis zur kurzwährenden Hofhaltung Caroline Mathildes, für die der Saal um einen zweiten Rang erweitert wurde.
Das Theater war als höfische Bühne nicht für die Öffentlichkeit konzipiert, diese hatte erst ab dem Ende des 18. Jahrhunderts im bescheidenen Umfang Zugang zu den Schauspielen. Das Haus wurde bis Ende des 19. Jahrhunderts regelmäßig bespielt, 1890 wurde der Betrieb eingestellt und das Theater verfiel. Ab 1935 wurde eine grundlegende Sanierung begonnen.

## Schlosstreppenhaus
Das Celler Schloss sollte für repräsentative Aufenthalte angemessen hergerichtet werden. König Ernst August I. beauftragte 1839 den Hofarchitekten Georg Ludwig Friedrich Laves mit den Baumaßnahmen. Laves hatte seit 1814 in Hannover die Stelle eines Hofbauverwalters inne. Seine Karriere führte ihn 1852 bis zum Oberhofbaudirektor. Er wurde der führende Architekt des Königreiches Hannover.
Für den Aufgang mussten der alte Treppenturm und der sogenannte Blaue Gang, auf der Hofseite im Osten des Schlosses, abgebrochen werden. Laves baute ein geräumiges Treppenhaus mit zwei Verbindungskorridoren, die sich an zwei Stellen teilen und dann wieder vereinigen. Der geschwungene Aufgang führte zu den königlichen Räumen. Die Kuppel wurde mit Ornamenten bemalt. Darunter befindet sich das Wappen des Königreiches Hannover das aber vermutlich erst später angebracht wurde. Es trägt in Latein die Devise von Ernst August: „Suscipere et finire“, ist übersetzt „In Angriff nehmen und zu Ende führen“. An den Wänden wurden Statuen von herausragenden Vorfahren des Welfenhausen angebracht. Der älteste davon ist Heinrich der Löwe.

Östliches Schlosstreppenhaus
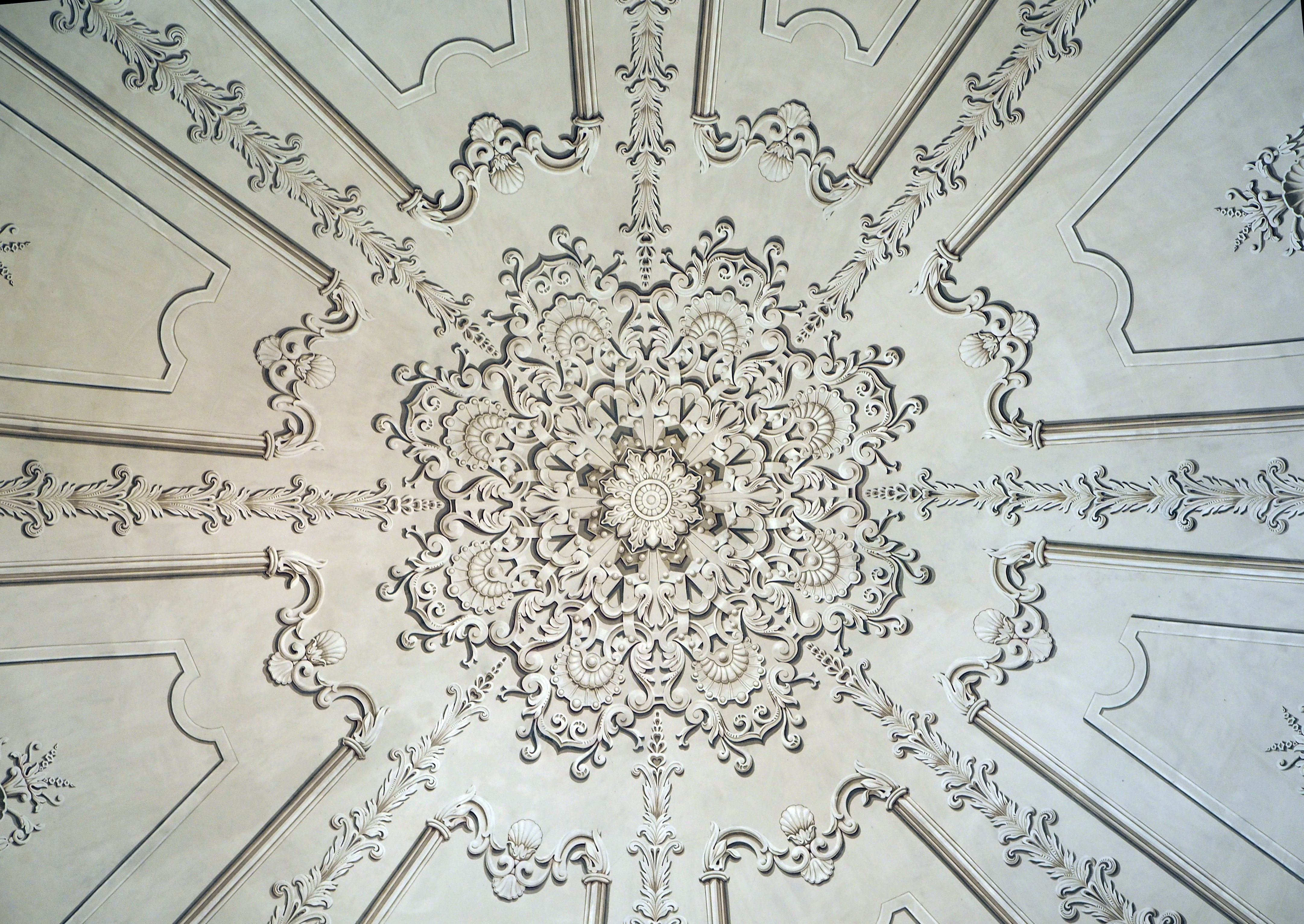
Mit Ornamenten bemalte Kuppel im Treppenhaus
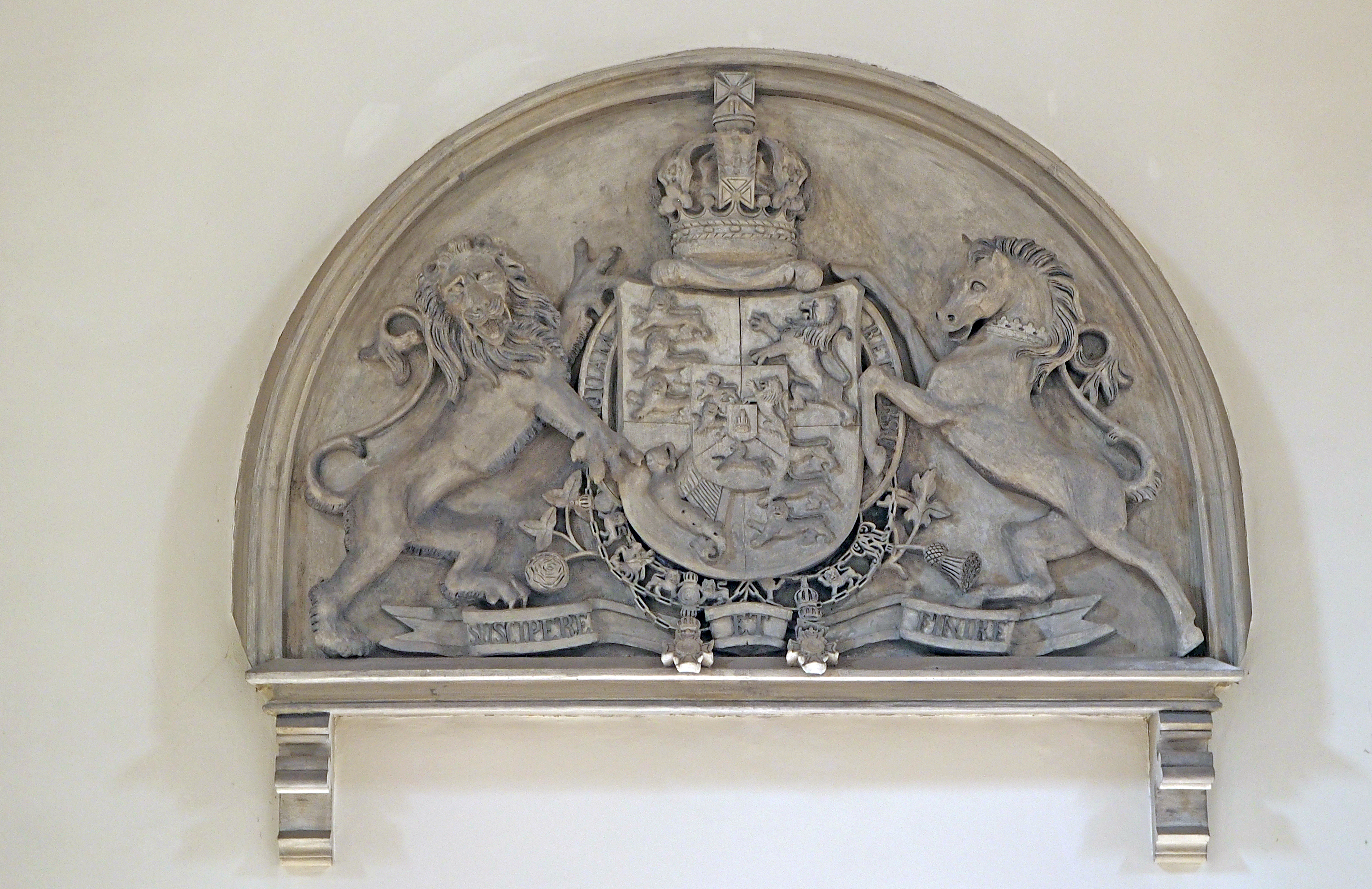
Das Hannoversche Königswappen: Suscipere et finire, = unternehmen und zu Ende führen!
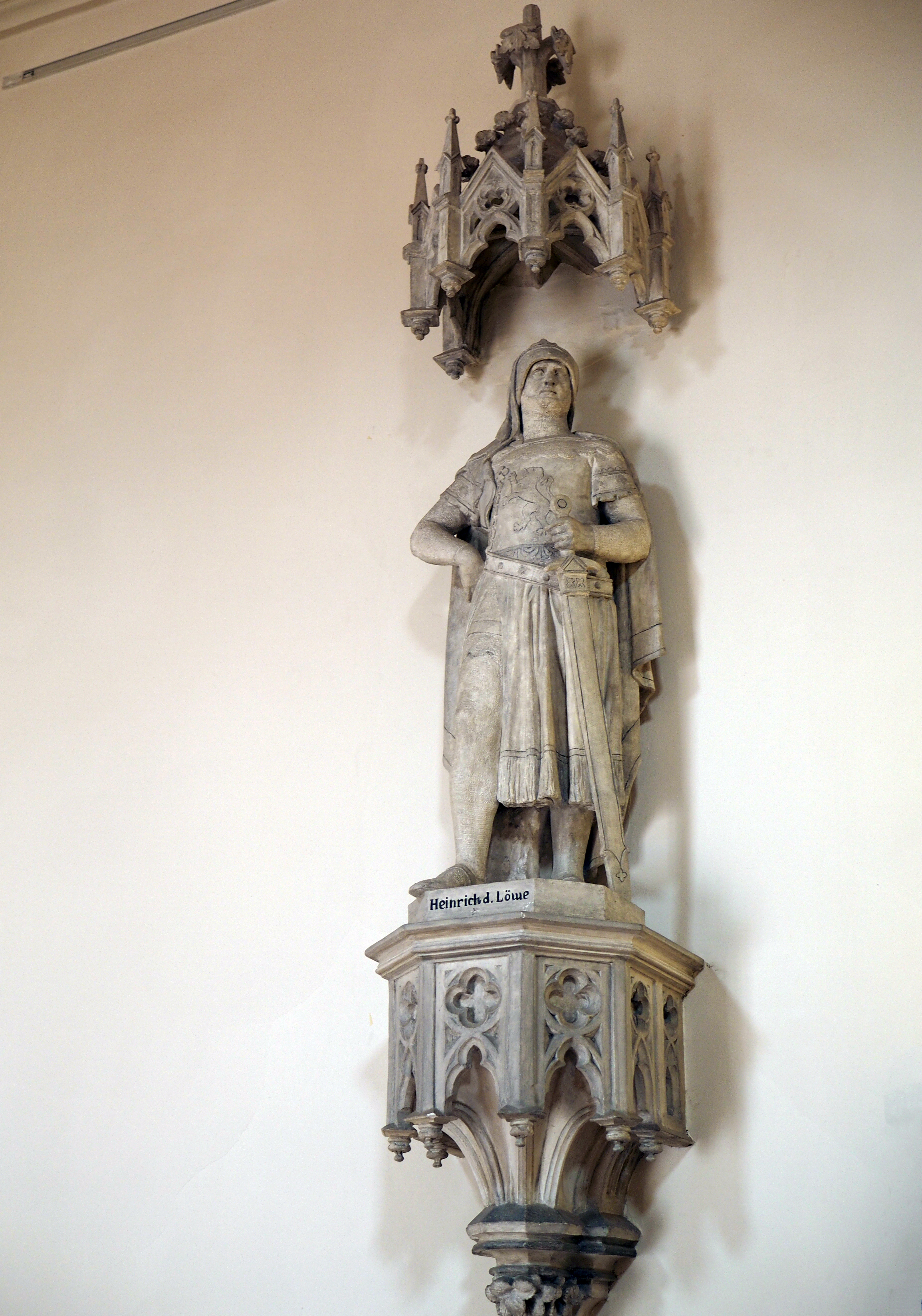
Statue Heinrich der Löwe (* um 1129/30 oder 1133/35; † 6. August 1195)
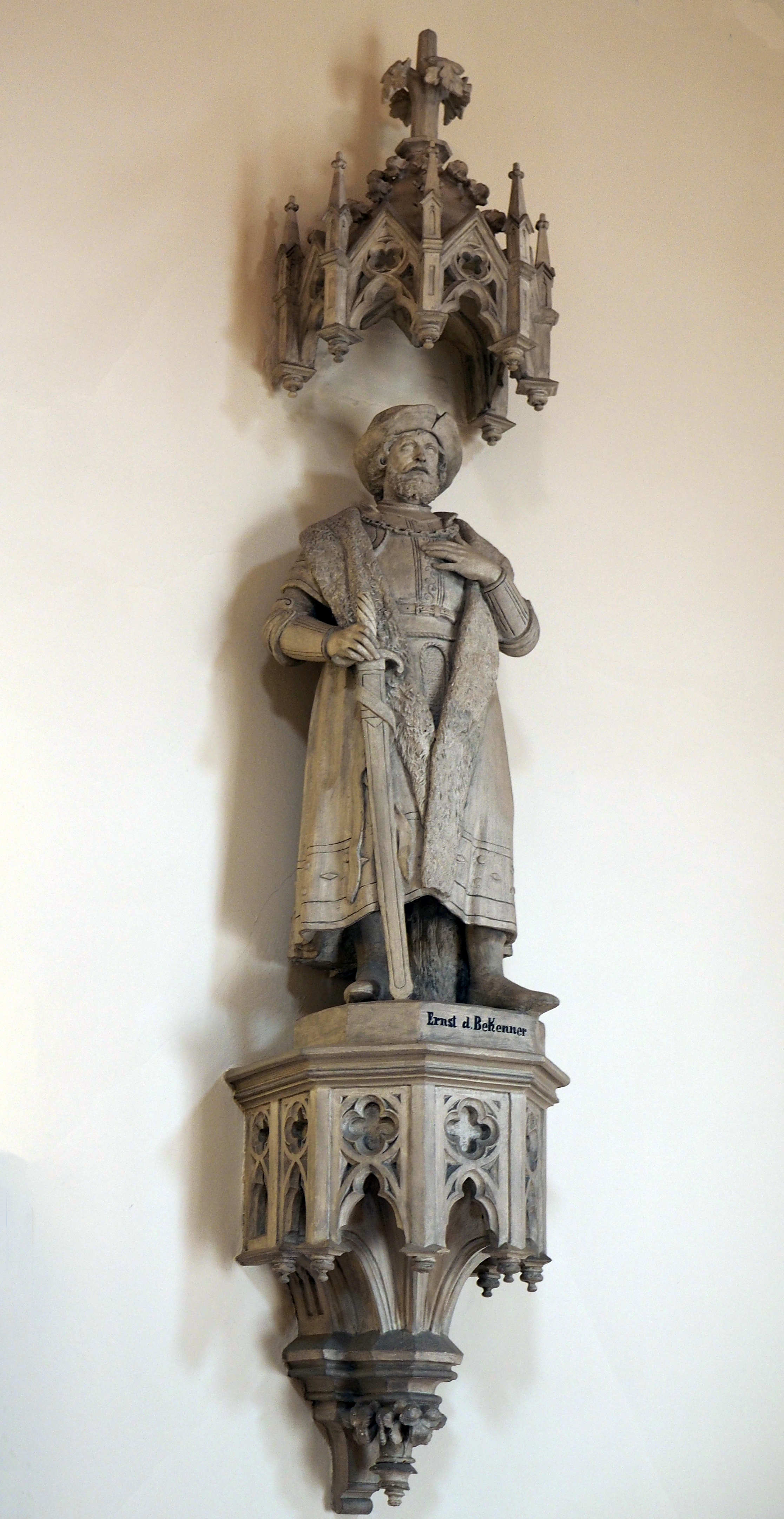
Ernst der Bekenner (* 26. Juni 1497; † 11. Januar 1546 in Celle)
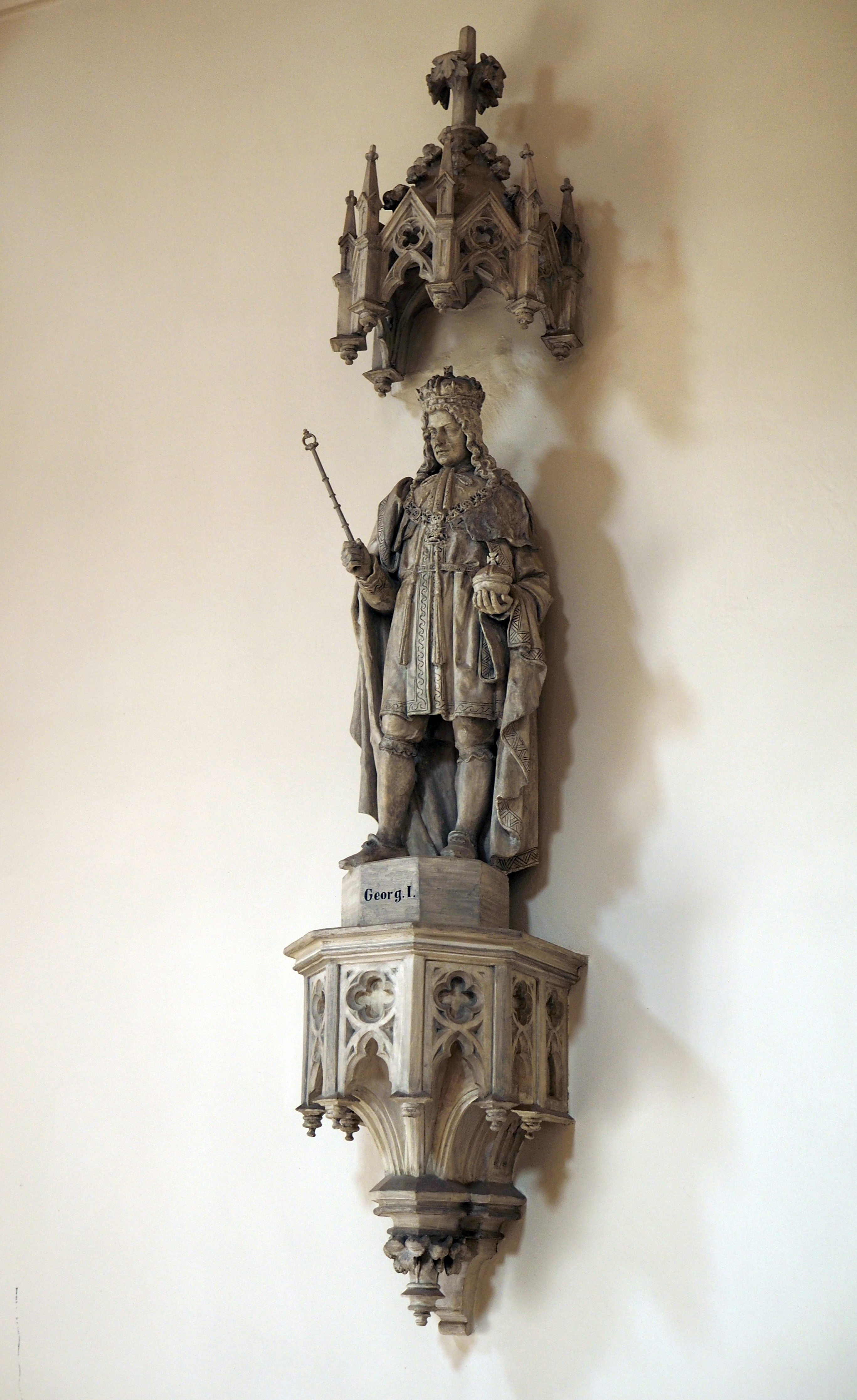
Georg I. Kurfürst von Hannover, König von Großbritannien und Irland (* 28. Mai/7. Juni 1660;  † 22. Juni 1727)
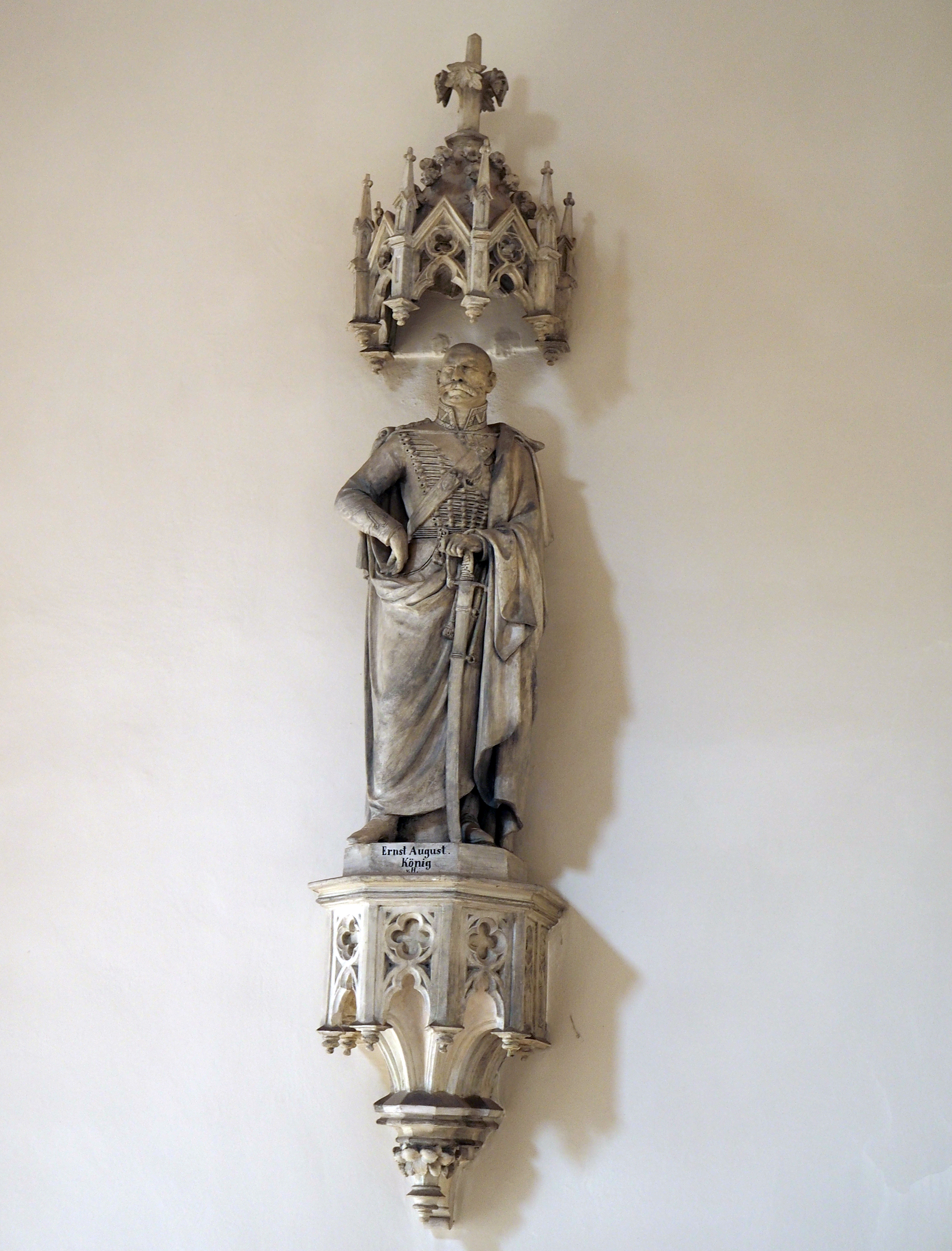
Ernst August I. König von Hannover (* 5. Juni 1771; † 18. November 1851)

## Schlosspark

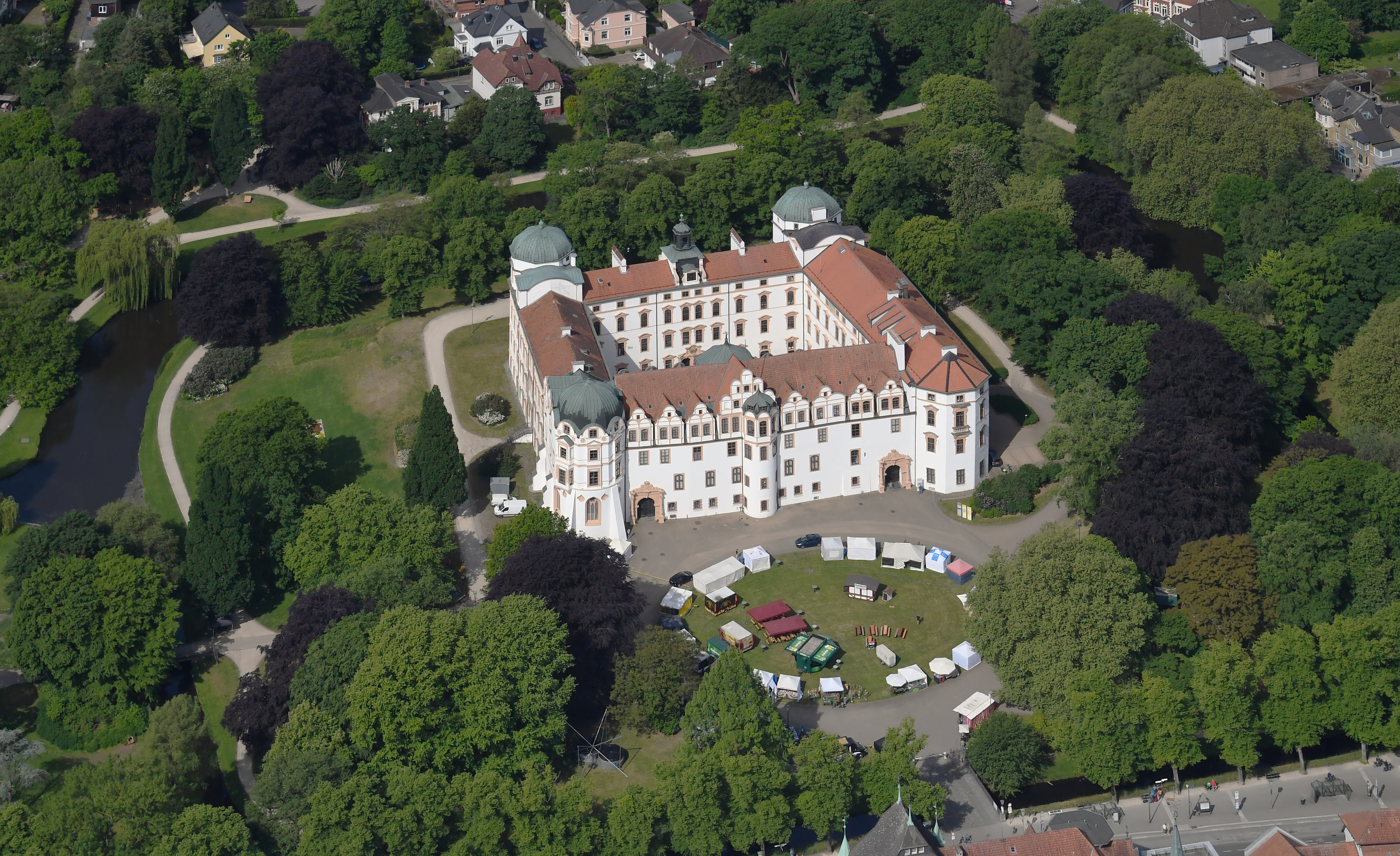
Celler Schloss und Schlosspark aus der Luft gesehen

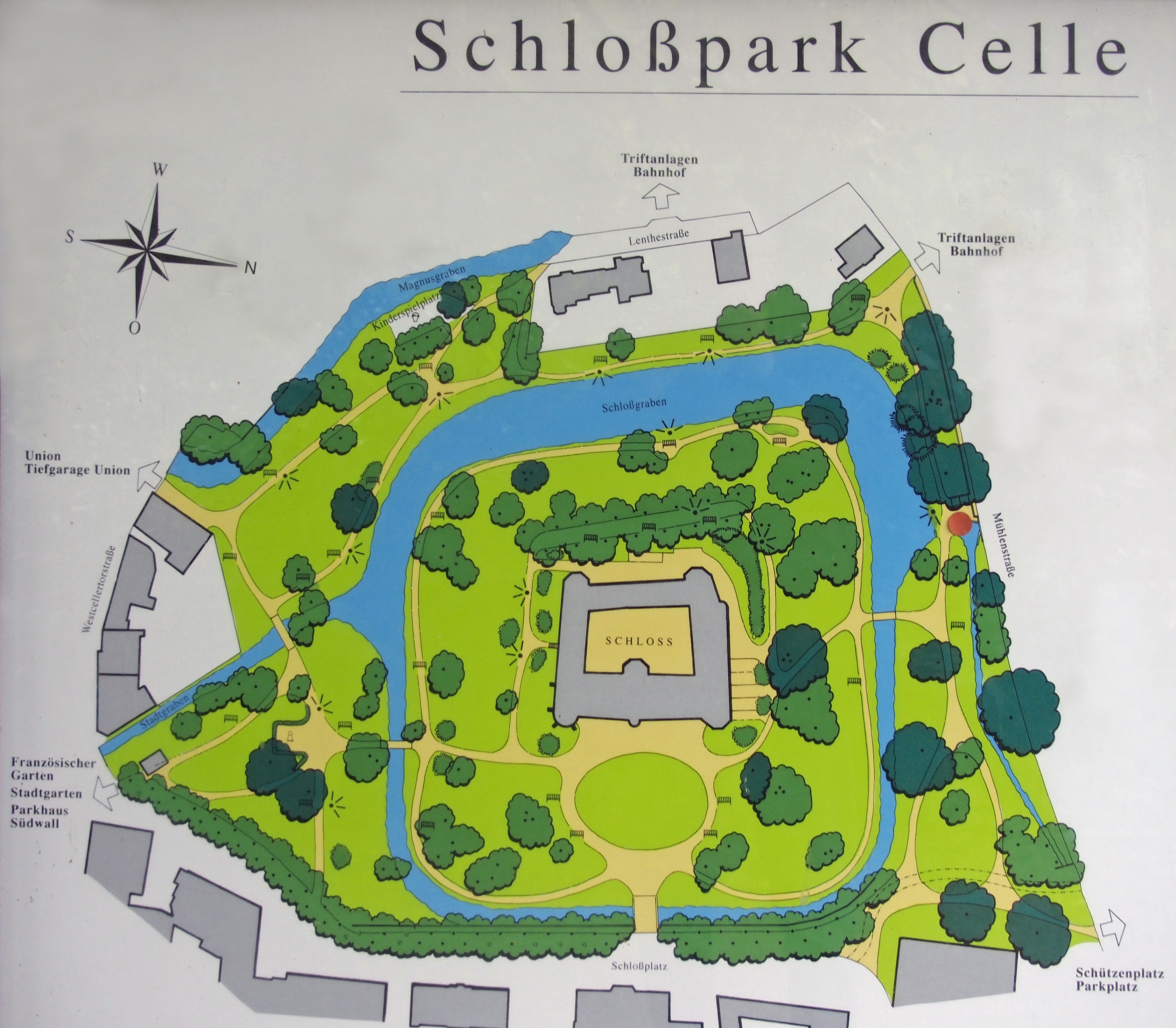
Plan des Schlossparks

Da dem Schloss kein militärischer Nutzen zukam, wurden zwischen 1785 und 1802 die Außenbastionen des Schlosses abgebrochen und dienten als Füllmaterial für den einst tieferen und breiteren Schlossgraben. Ab 1826 kam es zum Anlegen von Gartenanlagen im näheren Schlossumfeld bei anhaltender Schleifung und Abtragung der Verteidigungswälle. Stattdessen wurden Bäume und Stauden angepflanzt und Rasenflächen angelegt. Im 19. Jahrhundert entstand so im unmittelbaren Bereich rund um das Schloss ein Landschaftsgarten. Nachdem um 1900 ein Teil des Parks für den Wohnungsbau abgegeben worden war, hat er seither eine Größe von etwa sieben Hektar. Bis heute liegt das Schloss auf einer Insel, die vom Schlossgraben umflossen wird.
Außerhalb des ehemaligen Festungsgürtels, aber in unmittelbarer Reichweite des Schlosses, ließ Georg Wilhelm Ende des 17. Jahrhunderts den „Französischen Garten“ anlegen, einen Park nach französischen Vorbildern. Die ehemalige barocke Grundstruktur ist heute nur noch in Teilen des Parks zu erkennen, denn dieser Bereich wurde ebenfalls in einen Landschaftspark gewandelt.

Der Schlosspark
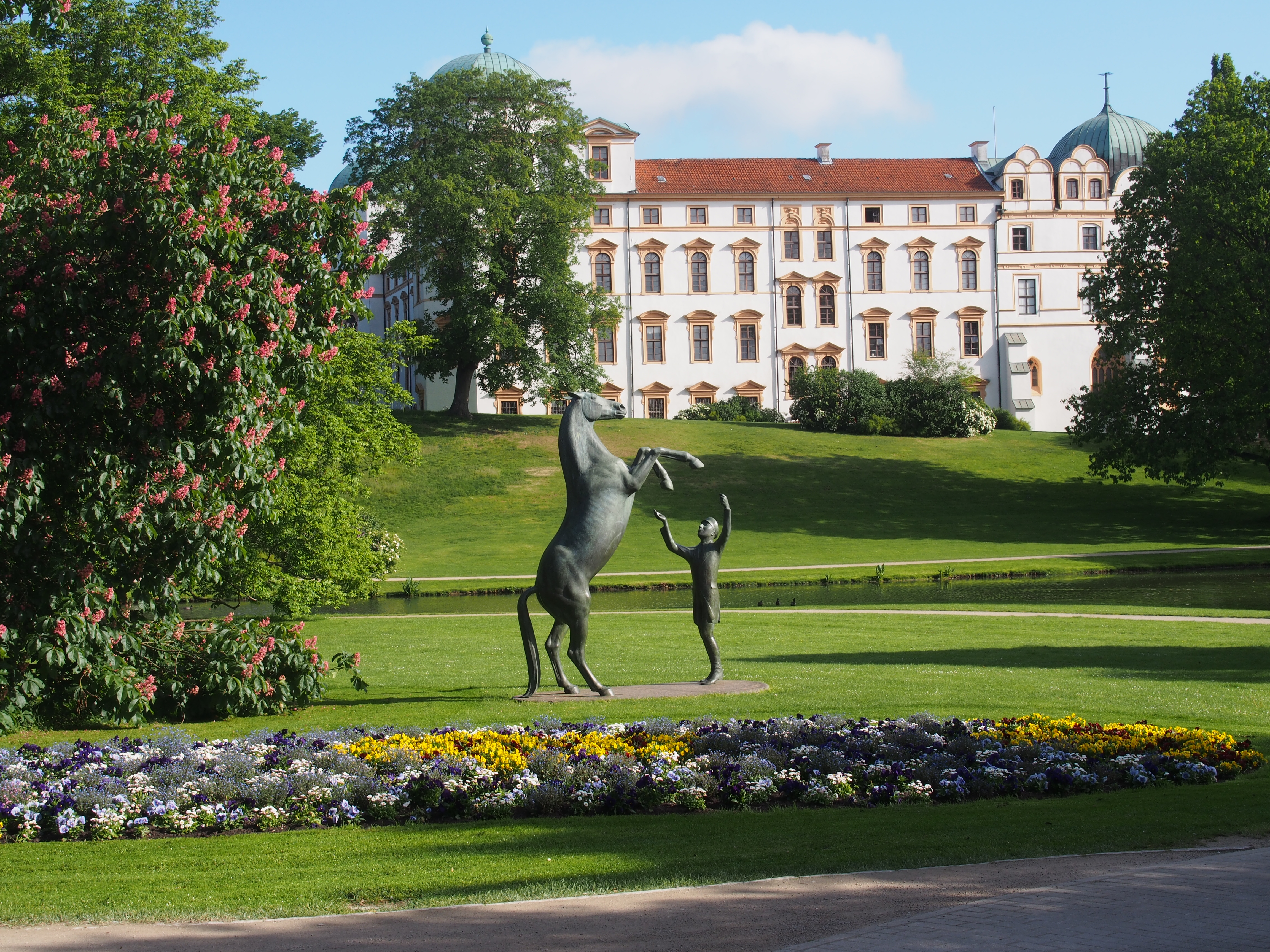
Bronzeplastik „Hengst Wohlklang“ vom Niedersächsischen Landgestüt Celle
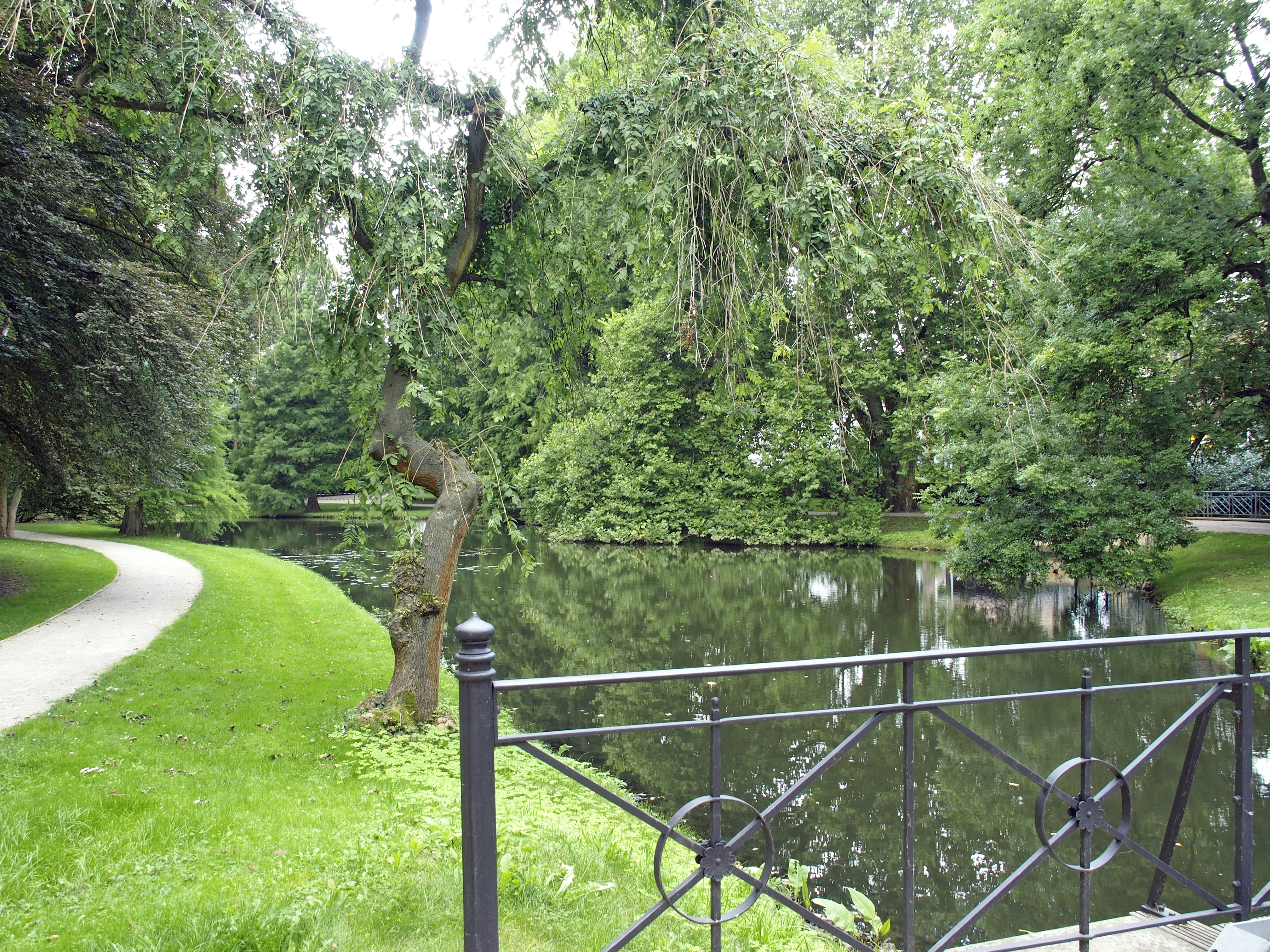
Brücke über den Schlossgraben
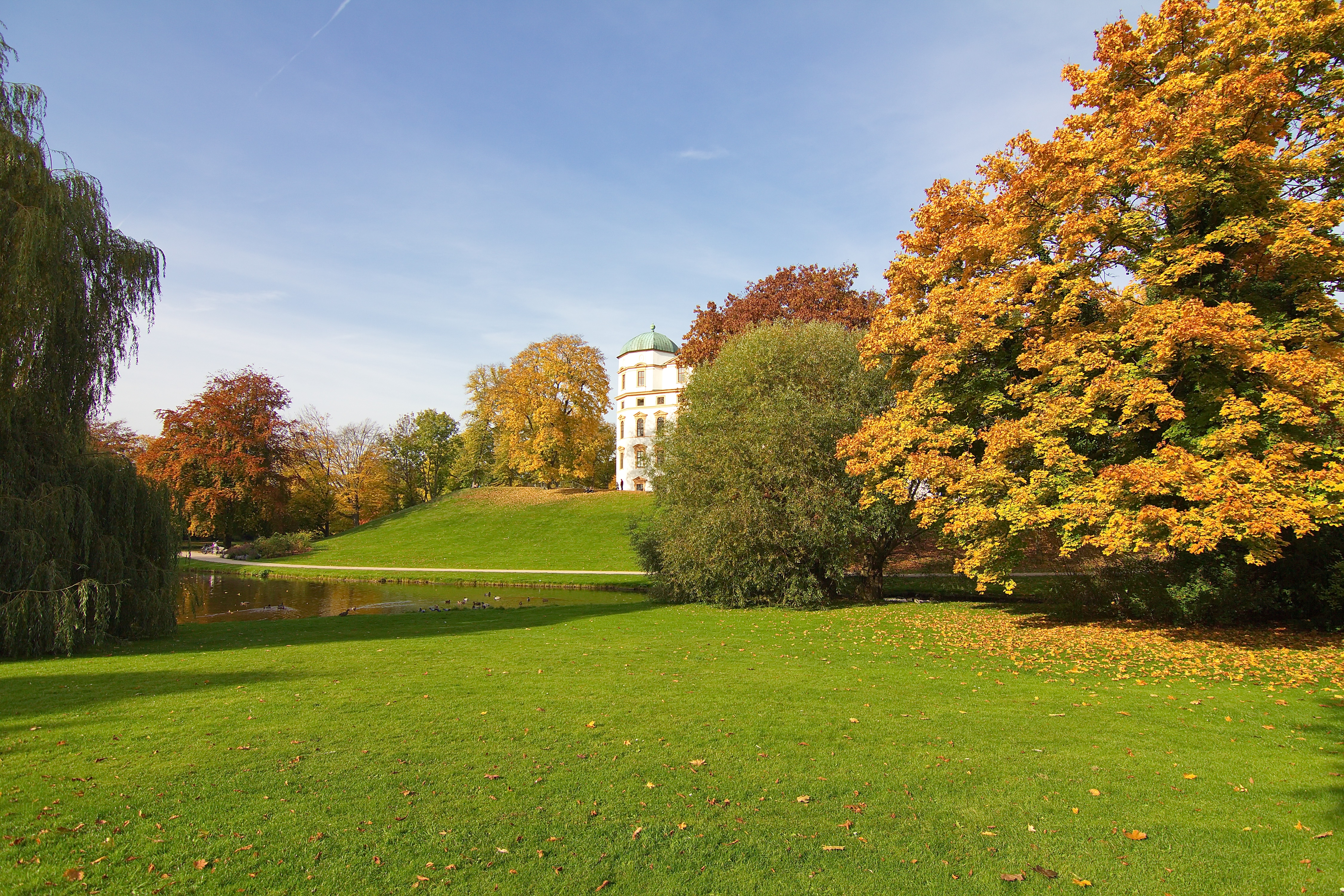
Der Schlosspark im Herbst